# Апостольский викариат
Апо́стольский викариа́т (лат. Vicariatus apostolicus) — территориальная единица в Римско-католической церкви, приравненная к епархии. Апостольский викариат устанавливается на территориях, где пока не может быть сформирована полноценная епархия (Кодекс канонического права, глава 371 § 1), и является временной структурой. Апостольские викариаты образуются на миссионерских территориях, часто образуются из апостольских префектур.
Как правило, развитие территориальной единицы на миссионерской территории идёт по схеме:
Миссия  sui iuris — Апостольская префектура — Апостольский викариат — Епархия.
Апостольский викарий является епископом, он управляет территорией от имени Папы римского. При апостольском викарии обязательно создаётся пастырский совет, состоящий как минимум из трёх священников-миссионеров.
По данным на июль 2025 года в Католической церкви существуют 81 апостольский викариат, из них в Южной и Центральной Америке — 40, в Азии — 20, в Африке — 19, два в Европе.

## Список апостольских викариатов

### Действующие апостольские викариаты

#### Азия
- Апостольский викариат Алеппо, Сирия;
- Апостольский викариат Анатолии, Турция;
- Апостольский викариат Бейрута, Ливан;
- Апостольский викариат Бонток-Лагаве, Филиппины;
- Апостольский викариат Брунея, Бруней;
- Апостольский викариат Вьентьяна, Лаос;
- Апостольский викариат Калапана, Филиппины;
- Апостольский викариат Кветты, Пакистан;
- Апостольский викариат Луангпрабанга, Лаос;
- Апостольский викариат Непала, Непал;
- Апостольский викариат Паксе, Лаос;
- Апостольский викариат Пномпеня, Камбоджа;
- Апостольский викариат Пуэрто-Принсесы, Филиппины;
- Апостольский викариат Сан-Хосе в Миндоро, Филиппины;
- Апостольский викариат Саваннакхета, Лаос;
- Апостольский викариат Северной Аравии, Кувейт, Катар, Бахрейн и Саудовская Аравия;
- Апостольский викариат Табука, Филиппины;
- Апостольский викариат Тайтая, Филиппины;
- Апостольский викариат Холо, Филиппины;
- Апостольский викариат Южной Аравии, Оман, ОАЭ и Йемен.

#### Африка
- Апостольский викариат Александрии Египетской, Египет;
- Апостольский викариат Ауасы, Эфиопия;
- Апостольский викариат Бенгази, Ливия;
- Апостольский викариат Гамбелы, Эфиопия;
- Апостольский викариат Дерны, Ливия;
- Апостольский викариат Джиммы-Бонги, Эфиопия;
- Апостольский викариат Донкоркрома, Гана;
- Апостольский викариат Ингвавумы, ЮАР;
- Апостольский викариат Коморского архипелага, Коморы;
- Апостольский викариат Макоку, Габон;
- Апостольский викариат Меки, Эфиопия;
- Апостольский викариат Монго, Чад;
- Апостольский викариат Нэкэмте, Эфиопия;
- Апостольский викариат Родригеса, Маврикий;
- Апостольский викариат Рунду, Намибия;
- Апостольский викариат Соддо, Эфиопия;
- Апостольский викариат Триполи, Ливия;
- Апостольский викариат Харэра, Эфиопия;
- Апостольский викариат Хосанны, Эфиопия.

#### Европа
- Апостольский викариат Стамбула, Турция;
- Апостольский викариат Фессалоник, Греция.

#### Южная Америка
- Апостольский викариат Агарико, Эквадор;
- Апостольский викариат Айсена, Чили;
- Апостольский викариат Галапагос, Эквадор;
- Апостольский викариат Гуапи, Колумбия;
- Апостольский викариат Дарьена, Панама;
- Апостольский викариат Инириды, Колумбия;
- Апостольский викариат Икитоса, Перу;
- Апостольский викариат Исабаля, Гватемала;
- Апостольский викариат Камири, Боливия;
- Апостольский викариат Карони, Венесуэла;
- Апостольский викариат Летисии, Колумбия;
- Апостольский викариат Мендеса, Эквадор;
- Апостольский викариат Миту, Колумбия;
- Апостольский викариат Напо, Эквадор;
- Апостольский викариат Нуфло-де-Чавеса, Боливия;
- Апостольский викариат Пандо, Боливия;
- Апостольский викариат Пилькомайо, Парагвай;
- Апостольский викариат Пуйо, Эквадор;
- Апостольский викариат Пукалльпы, Перу;
- Апостольский викариат Пуэрто-Аякучо, Венесуэла;
- Апостольский викариат Пуэрто-Гаитана, Колумбия;
- Апостольский викариат Пуэрто-Карреньо, Колумбия;
- Апостольский викариат Пуэрто-Легисамо-Солано, Колумбия;
- Апостольский викариат Пуэрто-Мальдонадо, Перу;
- Апостольский викариат Рекены, Перу;
- Апостольский викариат Рейеса, Боливия;
- Апостольский викариат Самора-эн-Эквадора, Эквадор;
- Апостольский викариат Сан-Андрес-и-Провиденсии, Колумбия;
- Апостольский викариат Сан-Мигель-де-Сукумбиоса, Эквадор;
- Апостольский викариат Сан-Рамона, Перу;
- Апостольский викариат Сан-Хосе-де-Амазонас, Перу;
- Апостольский викариат Тьеррадентро, Колумбия;
- Апостольский викариат Тринидада, Колумбия;
- Апостольский викариат Тукупиты, Венесуэла;
- Апостольский викариат Хаена в Перу, Перу;
- Апостольский викариат Чако-Парагвайо, Парагвай;
- Апостольский викариат Эль-Бени, Боливия;
- Апостольский викариат Эль-Петена, Гватемала;
- Апостольский викариат Эсмеральдаса, Эквадор;
- Апостольский викариат Юримагуаса, Перу.